# یون یانگ نی
یون یانگ نی (انگلیسی: Yoon Young-nae؛ زادهٔ ۲۶ سپتامبر ۱۹۵۲) بازیکن والیبال اهل کره جنوبی است.